# Agrias semidubiosa
Agrias semidubiosa är en fjärilsart som beskrevs av Peter William Michael 1929. Agrias semidubiosa ingår i släktet Agrias och familjen praktfjärilar. Inga underarter finns listade i Catalogue of Life.